# Тетмаєрівка
Тетмаєрівка (пол. Tetmajerówka) — історична будівля, дерев'яна садиба, розташована в Кракові, за адресою вул.Тетмаєра 36 в Bronowice Małe в дільниці VI Броновіце.
Зроблена вона з дерева, покрита ґонтом і побілена. Вона має веранду та оточена садом. Це може бути приклад класицистичної, передміської садиби з околиць Кракова кінця ХІХ ст.
Побудована у 1863 році на місці колишньої садиби. Належав францисканцям, які в 1892 році продали його селянам. У 1902 році його купив Влодзімєж Тетмаєр, який з 1894 року мешкав у сусідньому маєтку Ридловка.
Зараз нею володіють спадкоємці Тетмаєра.

## Галерея

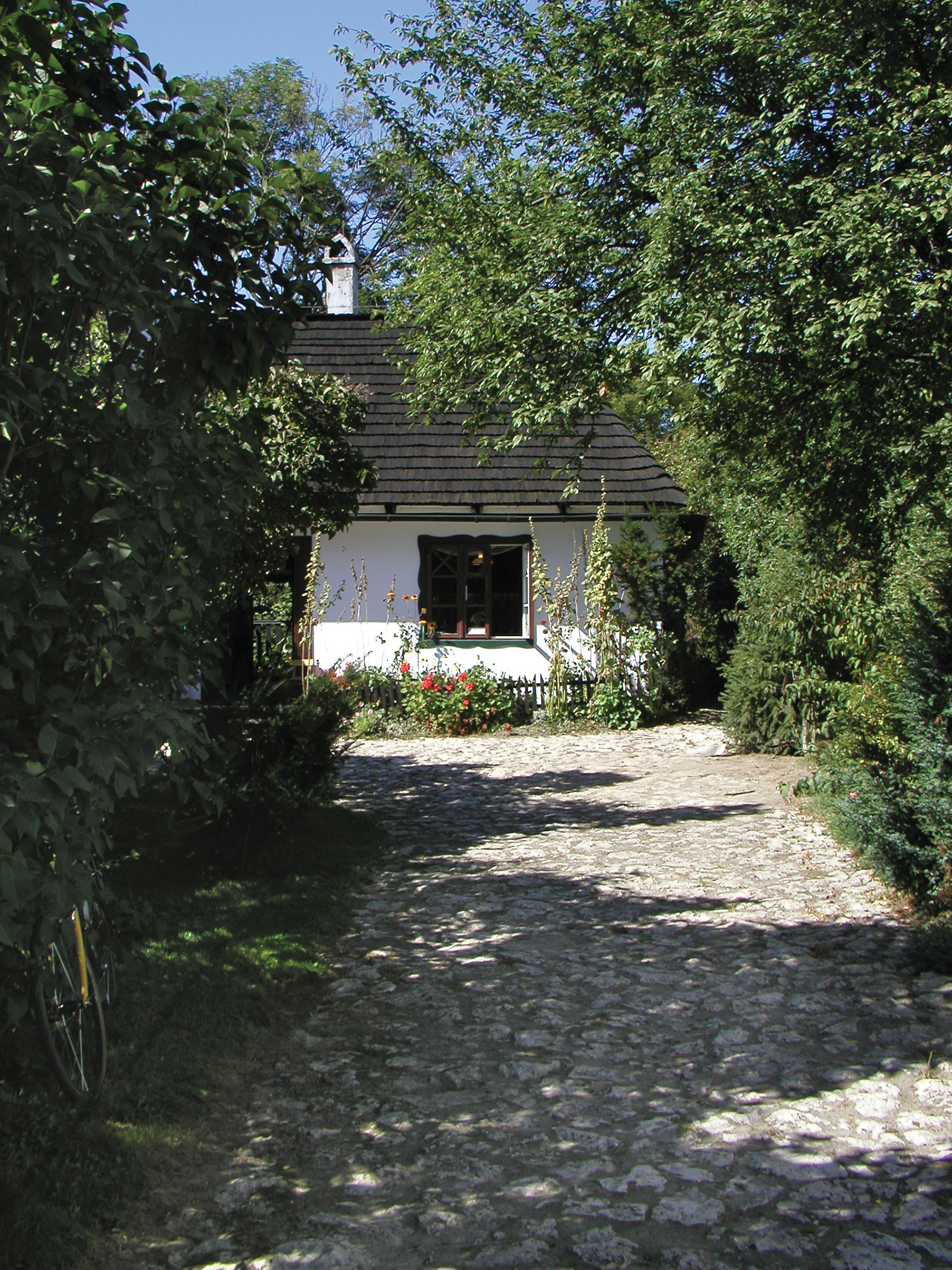
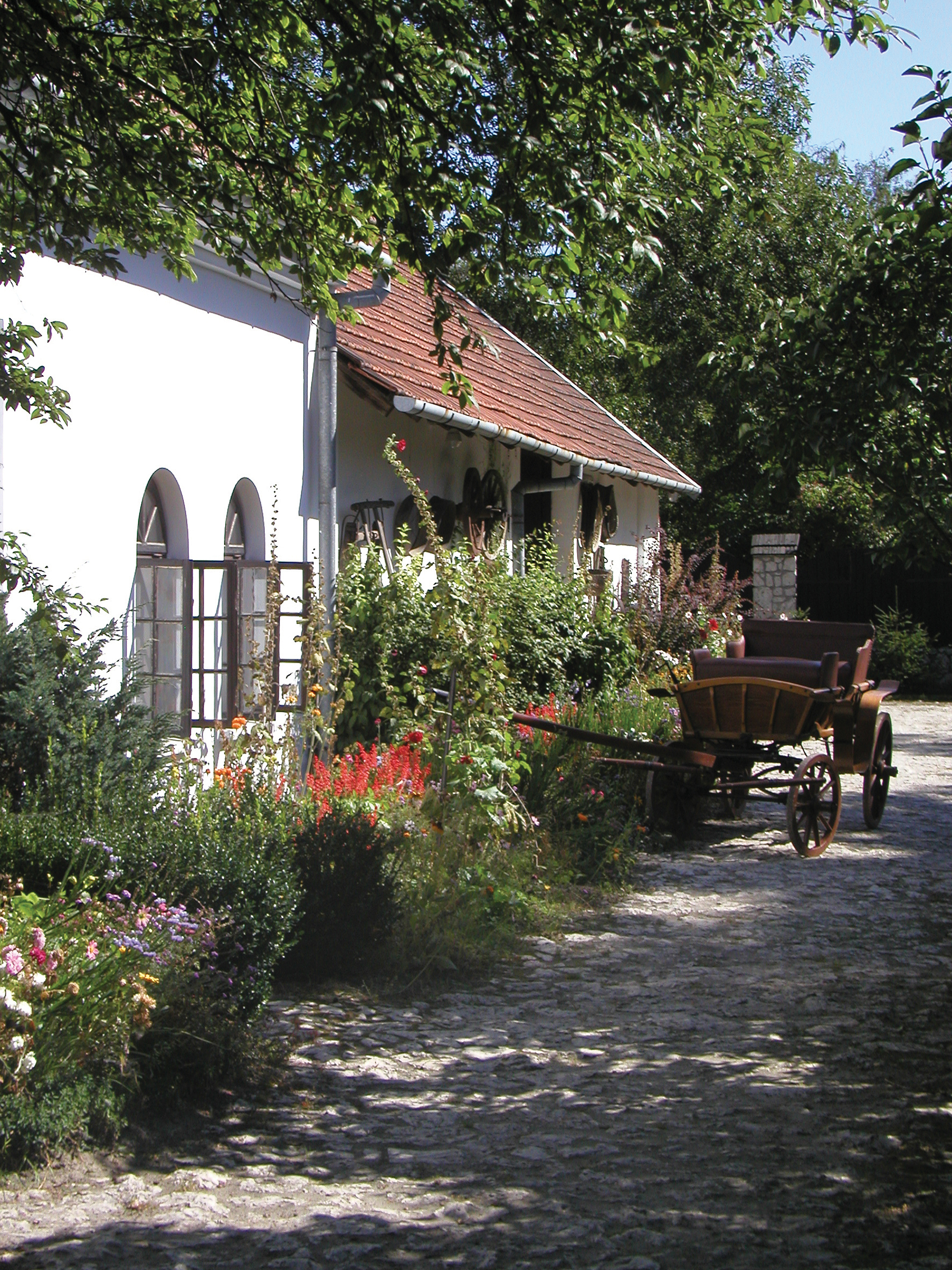
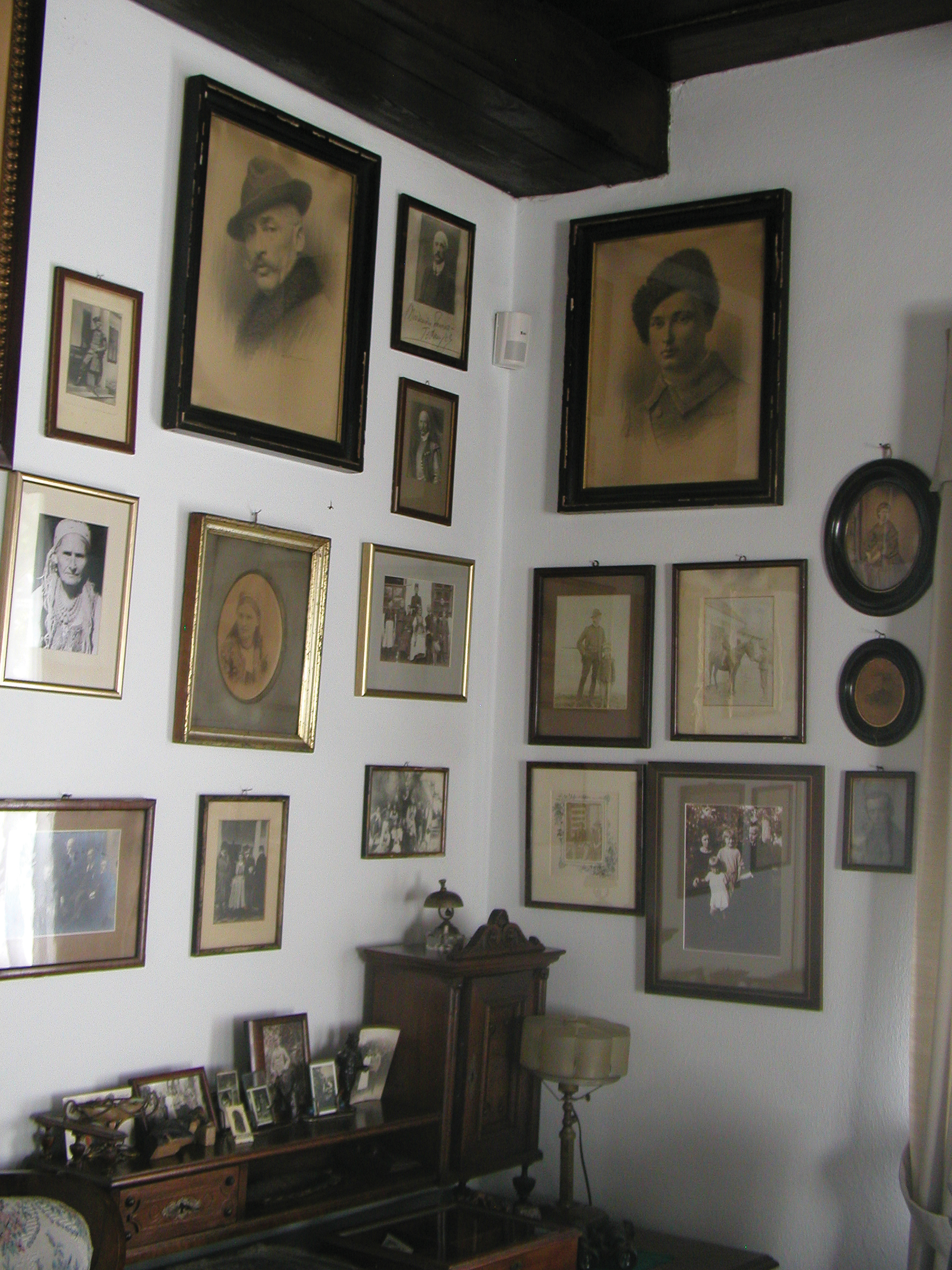
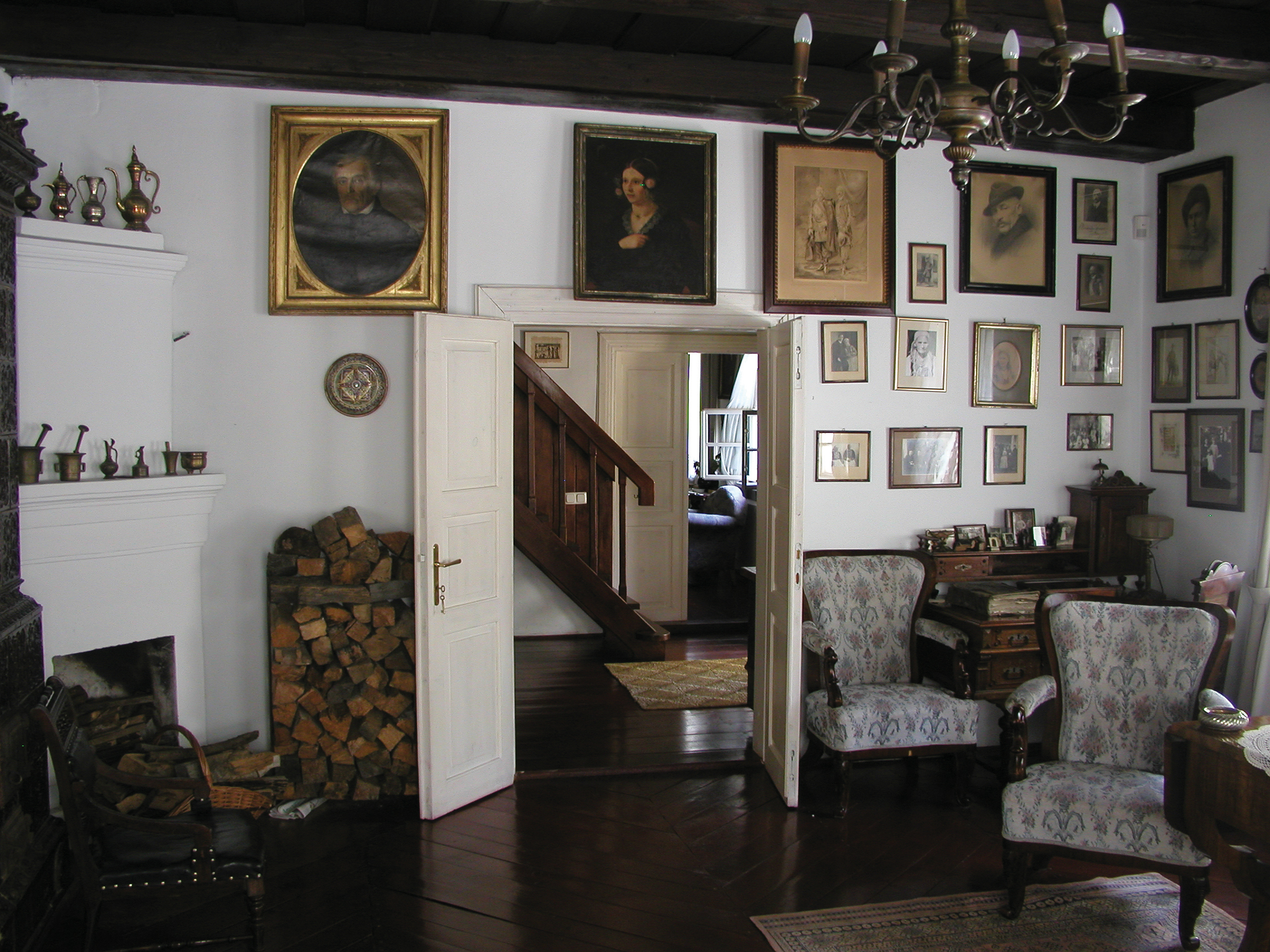
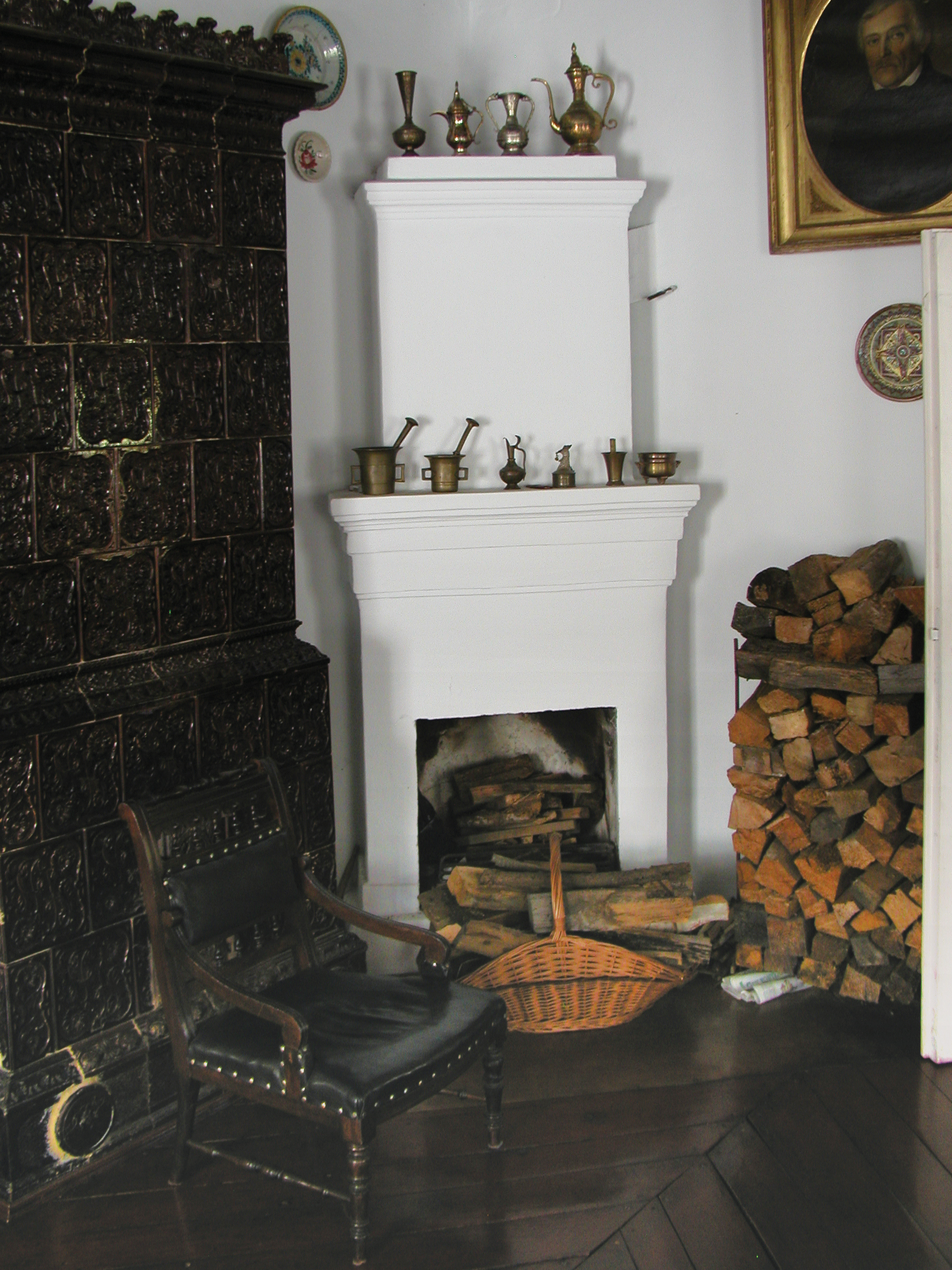